# Sem Dresden (compositeur)
Pour les articles homonymes, voir Sem Dresden.
Samuel (Sem) Dresden (Amsterdam, 20 avril 1881 – La Haye, 30 juillet 1957) est un chef d'orchestre, compositeur et professeur de musique néerlandais.

## Biographie
Dresden était né dans une famille de courtiers en diamants juifs. Il a tout d'abord étudié la théorie musicale avec Fred Roeske et la composition avec Bernard Zweers. Sur la qualité prometteuse d'un morceau de piano, il est envoyé auprès de Hans Pfitzner, au Conservatoire Stern de Berlin pour étudier la composition et la direction entre 1903 et 1905 et il est encouragé à s'intéresser à la musique impressionniste. Après son retour aux Pays-Bas, il est chef de chœur à Laren, Amsterdam et Tiel jusqu'en 1914. C'est durant cette période qu'il épouse l'alto Jacoba Dhont, avec qui il a deux fils. Ensuite, jusqu'en 1926, il dirige les neuf membres du Madrigal Society, qui lui vaut une réputation internationale pour ses minutieuses interprétations de la musique chorale de la Renaissance, du Baroque et de la période contemporaine. De 1928 à 1940, il dirige le grand chœur de chambre à Haarlem. Avec tous ces ensembles, il contribue au répertoire par ses compositions et ses arrangements.

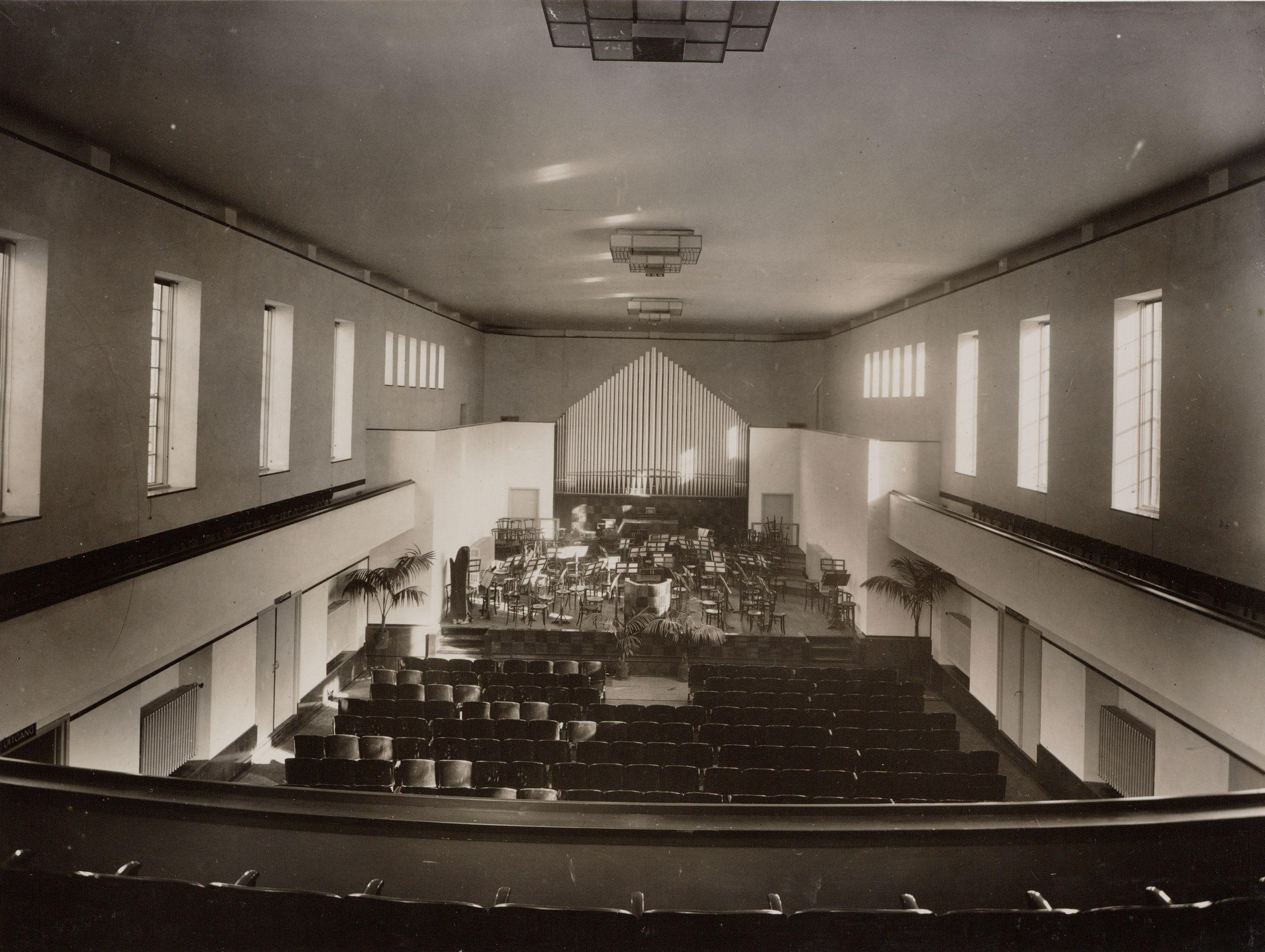
La salle de concert du vieux conservatoire d'Amsterdam, en 1931.

À partir de 1915, il donne des conférences sur la musique, tant aux Pays-bas et qu'en Belgique. En 1918, avec Daniel Ruyneman et Henri Zagwijn, il fonde la Société moderne des compositeurs hollandais (qui cesse d'exister en 1924). À partir de 1919, il enseigne la composition au Conservatoire d'Amsterdam, puis est nommé au poste de directeur en 1924. De 1937-1941, il est directeur du Conservatoire de La Haye, poste qu'il a été forcé de quitter pendant l'occupation, puis à nouveau entre 1945-1949, jusqu'à sa retraite. Parmi ses élèves se trouvent les compositeurs Leo Smit, Willem van Otterloo, Jan Mul et Cor de Groot et le chef d'orchestre Eduard van Beinum. Sem Dresden a également écrit des critiques pour le journal De Telegraaf (1918-1927) et a écrit deux livres sur la musique moderne.

Après 1949, il se consacre entièrement à la composition et plusieurs de ses œuvres les mieux connues sont composées très tard dans sa vie. Peu de temps avant sa mort, il se convertit au Catholicisme romain.

## Musique
Les compositions écrites après le retour de Berlin de Sem Dresden montrent largement les influences françaises, comme dans les quatre suites pour vents et piano, composées pour le Sextuor du Concertgebouw d'Amsterdam (1912-1914) et la Sonate pour flûte et harpe (1918). Sa musique est essentiellement tonale, mais avec des variations de son cru, il montre également l'influence de son engagement auprès de la polyphonie de la Renaissance. Grâce à son expérience chorale, il est fasciné par les chants traditionnels néerlandais, dont il a fait de nombreux arrangements. En outre, il y a emprunté des thèmes mélodiques pour ses propres compositions. Dans le Chorus tragicus (1927), sur un texte de Vondel sur la chute de Jérusalem, le Chorus symphonicus (sur les psaumes Bibliques, 1943-1956), l'oratorio sur St Antoine de Gustave Flaubert, (écrit pour le congrès international de la musique d'église à Augsbourg en 1953), Psaume 84 (1954) et St Joris (1955), Dresden émerge dans son pays comme un compositeur chef de file du XXe siècle, d'oratorio et de musique chorale festive. Le Chorus symphonicus, sa monumentale composition, a été écrit en grande partie lors de son internement durant la seconde Guerre Mondiale. Il contraste avec l'opérette Toto (1945), écrit après sa libération, histoire d'un petit chien caché aux autorités qui en délivre le permis, représentation humoristique de sa propre existence pendant l'occupation.
La dernière composition Dresden est l'opéra en un acte François Villon, que son élève Jan Mul a orchestré après sa mort. L'œuvre a été créée lors du Festival de Hollande en 1958.

## Œuvres
- Sonate pour violon et piano, 1905 (Amsterdam avec Carl Flesch)
- Sextuor pour cordes et piano (juin 1911, Amsterdam)
- Trois sextuors pour instruments à vent et piano (1912, 1914, Amsterdam)
- Trio pour deux hautbois et cor anglais (1912, Amsterdam)
- Duo pour deux pianos (31 janvier 1914, Amsterdam: Sœurs Roll)
- Suites pour violon et piano, n° 1-3, 1911-20
- Thème et Variations, pour orchestre, 1913
- Sonate pour violoncelle et piano, (14 janvier 1918, Arnhem: Thomas Canivez et compositeur)
- Sonate pour flûte et harpe (6 novembre 1918, La Haye: Rosa Spier et Klasen)
- Wachterlied, chœur a cappella (27 août 1919, Amsterdam: Madrigaal-vereeniging)
- Refrain Tragicus, 1927
- Concerto pour violon n° 1 (1936)
- Symphonietta, pour clarinette et orchestre 1938
- O Kerstnacht, 1939
- Concerto pour hautbois, 1939
- Concerto pour violon n° 2 (1942)
- Concerto pour piano et orchestre (1942)
- Assumpta est Maria, 1943
- Sonate pour violon solo, 1943
- Suite pour violoncelle seul, 1943-47
- Refrain symphonicus 1943-56
- Toto, opérette, 1945
- Gelukkig is het land (Heureux est la terre): Bertus Aafjes, 1948
- Concerto pour flûte, 1949
- Hor ac dolor, pour piano, 1950
- Psaume 94, 1950
- Beatus vir, pour chœur d'hommes, 1951
- Dansflitsen, suite orchestrale, 1951
- Concerto pour orgue, 1952-53
- Den aap en de katte (Le Singe et le Chat) par Joost van den Vondel: chœur d'hommes a cappella, 1953
- Saint Antoine, oratorio, 1953
- 3 Vocalises, 1954
- Psaume 84, 1954
- Carnavals-cantate pour chœur d'hommes et orchestre, 1954-55
- Symfonie concertante, 1956
- Saül et David de Rembrandt, pour soprano et orchestre, 1956
- François Villon, opéra, 1956-57; orch. Jan Mul